# Подологія

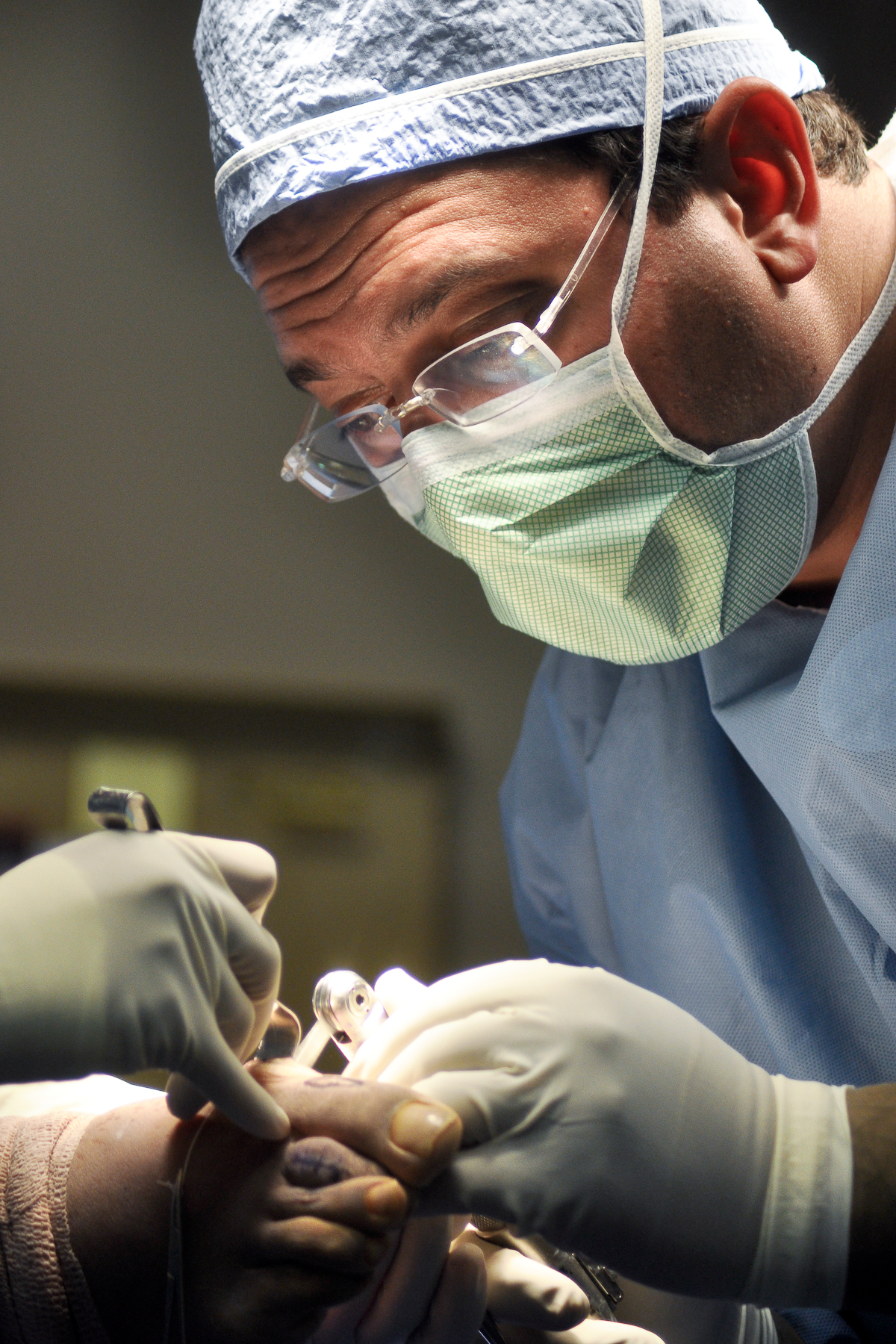
Ортопед, який виконує операцію на суглобах.

Подоло́гія (також хіроподія[джерело?], подіатрія[джерело?]; грец. «podos» - стопа, «logos» - вчення) — розділ медицини, який займається лікуванням захворювань стопи і гомілки, що поєднує знання з ортопедії, травматології, судинної та гнійної хірургії, нейрохірургії. До сфери Подологія відносяться різні вроджені і набуті деформації стопи (плоскостопість, hallux valgus, п'яткова шпора), тарзальний тунельний синдром, діабетична стопа тощо. Подологія також вивчає анатомії нігтьового апарату, фізіологічні зміи нігтів, особливо у дітей та людей похилого віку. 

## Історія
Професійний догляд за ногами існував у Стародавньому Єгипті, про що свідчать барельєфні різьблення біля входу до гробниці Анкмахора, що датується близько 2400 р. до н. е., де зображена робота на руках і ногах.
Мозолі описувалися Гіппократом, який визнав необхідність фізичного зменшення твердої шкіри, з подальшим видаленням причини. Для цього він винайшов шкребки для шкіри, і це були оригінальні скальпелі.
До кінця XX століття, педикюри — тепер відомі як ортопеди — були відокремлені від організованої медицини. Вони були незалежно ліцензованими лікарями, які лікували ноги, щиколотки і пов'язані з ними структури ніг. Льюїс Дюрлачер був одним з перших, хто закликав визнати професію.
Є записи короля Франції про те, що у королівської родини був особистий ортопед, що було започатковано Наполеоном. У Сполучених Штатах, президент Авраам Лінкольн сильно страждав від захворювань ніг і обрав власним ортопедом Ісахара Захарі, який не тільки дбав про ноги президента, але й був посланий президентом Лінкольном на конфіденційні місії, щоб поспілкуватися з лідерами Конфедерації під час громадянської війни в США.
У 1895 році в Нью-Йорку було засновано перше суспільство педикюрів, нині відомі як ортопеди, і сьогодні воно діє як NYSPMA. Перша школа відкрилася в 1911 році. Через рік британці створили суспільство в лондонських лікарень, а в 1919 році було створено школу. В Австралії професійні асоціації з'явилися 1924 року. Перший американський журнал присвячений цій професії з'явився в 1907 році, за ним у 1912 році вийшов британський журнал. У 1939 році австралійці представили навчальний центр, а також професійний журнал.
Подіатрія є високооплачуваною спеціальністю і була зареєстрована Forbes в 2007 році як 15-а найкраща професія в Сполучених Штатах. Середньорічна заробітна плата в США за станом на 2016 рік склала 124 830 доларів США, за даними Бюро праці та статистики США.

## Подологічна спортивна медицина
Спортивна ортопедія охоплює наступні два напрямки: хронічні травми надмірного навантаження на ноги і нижні кінцівки та механічне підвищення продуктивності для мінімізації травм і максимальної ефективності.

## Подопедіатрія
Подопедіатрія є підвидом подології, яка фокусується на лікуванні медичних проблем нижніх кінцівок у дітей.

## Вивчення
Подологію, як окрему дисципліну, вивчають в Великії Британії, США, Канаді, Австралії та Нової Зеландії. В інших країнах подологія є досить молодою наукою.